# Inspección General del Ejército de Tierra

Escudo de la Inspección General del Ejército de Tierra.

La Inspección General del Ejército de Tierra (IGE) es el órgano del Apoyo a la Fuerza responsable en el ámbito del Ejército de Tierra español de la dirección, gestión, coordinación y control en materia de infraestructura, seguridad de las bases, vida en las unidades, centros y organismos en guarnición y de la prevención de riesgos laborales y del desarrollo de la normativa sobre régimen interior de las bases.
La IGE también desarrolla, dentro del marco de sus competencias, tareas relacionadas con propiedades, protección medioambiental y zonas e instalaciones de interés para la Defensa.
Se encuentra bajo la dependencia directa del Jefe del Estado Mayor del Ejército de Tierra.

Este organismo tiene su cuartel general en Barcelona, en el edificio de la Capitanía General de Cataluña. Se articula en una jefatura, dos direcciones y cuatro subinspecciones: